# Katharina Gerlachin
Katharina Gerlachin o Gerlach (Katharina Bischoff, c. 1520-1592) fou una impressora alemanya de Núremberg. Va actuar com a directora, des del 1564 i fins a la seva mort, de la impremta Berg & Neuber, fundada cap a 1542 pel seu marit Johann vom Berg i per Ulrich Neuber, coneguda per la producció i publicació primerenca de música escrita.
Nascuda com a Katharina Bischoff, va casar l'any 1563 amb Nicolas Schmid, passant a ser anomenada, en la forma femenina del cognom del seu marit, Katharina Schmidin. El 1539 va tindre una filla, amb el nom de Katharina. Més tard, el 1541, un any després del marit, va casar en segones núpcies amb Johann vom Berg, amb qui va tindre una altra filla, Veronika, el 1545. De nou va enviudar en morir el 1563 Johann vom Berg, i va casar amb el seu soci Dietrich Gerlach (?-1575).
Del 1564 al 1568 el material imprès de la companyia es va publicar sota el nom de «Gerlach & Neuber». En aquesta data, Neuber abandonà la societat i va fundar la seva pròpia empresa. Després de la mort del seu tercer marit, Gerlachin va operar ella mateixa com a impresora fins a la seva mort, l'any 1591 o 1592. La propietat del taller d'impremta va passsar al seu net Paul Kauffman en 1601.
La impremta era particularment coneguda per la producció de moltes impressions de partitures i col·leccions de composicions musicals. A més, publicaren algunes obres de la Reforma, com ara les de Martí Luter o Johannes Mathesius, i també poemes de Hans Sachs. El 1582, com a directora de la societat, Gerlachin va estar involucrada en una disputa per «drets d'autor» (llavors «privilegi») relacionada amb una obra d'Orlando di Lasso.